# کایادیبی (شاوشات)
کایادیبی (به ترکی استانبولی: Kayadibi) یک منطقهٔ مسکونی در ترکیه است که در شاوشات واقع شده‌است. کایادیبی ۲۴۶ نفر جمعیت دارد.